# Маријамполски округ
Маријамполски округ (литв. Marijampolės apskritis) је округ у републици Литванији, у њеном југозападном делу. Управно средиште округа је истоимени град Маријамполе. Округ припада литванској историјској покрајини Сувалкија.
Површина округа је 4.463 km², а број становника у 2008. године је 181.219 становника.

## Положај
Маријамполе округ је унутаркопнени округ у Литванији. То је и погранични округ према Пољској на југу и Русији (Калињинградска област) ка западу. На северу се округ граничи са округом Таураге, на истоку са округом Каунас и на југоистоку са округом Алитус.

## Општине
- Вилкавишкис општина
- Казлу Руда општина
- Калварија општина
- Маријамполе општина
- Шакиај општина